# Pedro Empis
Pedro Carvalhosa Empis (Estoril, 1 de febrero de 1997), más conocido como Pedro Empis, es un futbolista portugués. Juega como lateral izquierdo y su equipo es la União de Leiria de la Terceira Liga.

## Clubes
| Club                         | País     | Año       |
| ---------------------------- | -------- | --------- |
| Sporting CP B                | Portugal | 2016-2019 |
| Académica Coimbra (préstamo) | Portugal | 2017-2018 |
| GD Estoril Praia             | Portugal | 2019-2021 |
| Cultural y Deportiva Leonesa | España   | 2021-2022 |
| União de Leiria              | Portugal | 2022-2024 |
| CS Maritimo                  | Portugal | 2024-act. |

## Selección
Ha sido internacional Sub-17, Sub-19, Sub-20, con la que disputó el Mundial de 2017; y Sub-21.